# Biskupin
Biskupin je arheološko najdišče in model utrjene naselbine iz pozne bronaste dobe v naravni velikosti v severni osrednji Poljski, ki služi tudi kot arheološki muzej na prostem. Ko so Biskupin odkrili, so bili prepričani, da gre za zgodnjo  zahodnoslovansko naselbino, pozneje pa se je izkazalo, da spada v biskupinsko skupino lužiške kulture iz 8. stoletja pr. n. št. Izkopavanja in rekonstrukcija prazgodovinske naselbine so igrala pomembno vlogo v poljski zgodovinski zavesti.
Muzejsko naselje stoji na močvirnatem polotoku na jezeru Biskupin, okoli 90 km severovzhodno od Poznanja in 8 km južno od majhnega mesta Żnin. Naselje je oddelek Narodnega arheloškega muzeja v Varšavi.
Najdišče je eden od uradnih poljskih narodnih zgodovinskih spomenikov (Pomnik historii), kot je bilo določeno 16. septembra 1994. Upravlja ga  Narodni odbor za dediščino Poljske.

## Zgodovina izkopavanj
Leta 1933 so poljski arheologi v Velikopoljski odkrili ostanke bronastodobne utrdbe/naselbine. Naslednje leto je skupina arheologov z Univerze v Poznanju pod vodstvom arheologov  Józefa Kostrzewskega in Zdzisława Rajewskega začela izkopavati najdišče. Prvo poročilo je bilo objavljeno leta 1036. Do začetka leta 1939 je bilo izkopanih približno 2.500 m2 površine. Biskupin je kmalu zaslovel in privabil številne ugledne goste, vključno z uradniki vlade maršala Piłsudskega, pripadniki vojske in visokimi cerkvenimi veljaki, kot je bil poljski primas. Najdišče je kmalu postalo del poljske narodne zavesti, simbol dosežkov slovanskih prednikov v prazgodovini. Imenovali so ga "Poljski Pompeji" ali "Poljski Herkulanum". Obstoj prazgodovinske trdnjave 70 km  od nemške meje je bil dokaz, da so se prazgodovinski "Poljaki" upirali tujim osvajalcem in plenilcem že v pozni bronasti dobi. Biskupin se je pojavil na slikah in v priljubljenih romanih.
Ko so Nemci jeseni 1939 okupirali Poljsko, so Biskupin preimenovali v Urstädt. Leta 1940 je SS-Ahnenerbe nadaljeval z izkopavanji do leta 1942. Ko so bili Nemci prisiljeni na umik, so najdišče poplavili  v upanju, da ga bodo uničili. To je, v nasprotju s pričakovanji, zelo dobro ohranilo  starodavni les. Po vojni so se izkopavanja nadaljevala in trajala do leta 1974.

## Opis
V Biskupinu, ki je bil prvotno sredi jezera, zdaj pa se nahaja na polotoku, so odkrili dve naselbini, med katerima ni bilo časovne prekinitve. Obe naselbini sta imeli po enajstih vzporednih ulic, širokih tri metre. Starejša naselbina iz pozne bronaste dobe je bila ustanovljena na rahlo zamočvirjenem otoku, velikem več kot dva hektarja. V njej je bilo približno 100 hrastovih in borovih brunaric s podobnim tlorisov in dimenzijami približno 8 krat 10 metrov. V hišah sta bila dva prostora in odprt predprostor pred vhodom. V hišah je lahko bivalo 10-12 oseb. Sredi večje sobe je bilo odprto ognjišče. Večjih hiš, ki bi kazale na socialno razslojenost, ni. Zaradi vlažnih močvirnatih tal so bile ulice prekrite z lesenimi deskami.
Naselbina je bila obdana z visokim lesenim zidom ali palisado, postavljeno na obzidje, zgrajeno iz lesa in zemlje. Obzidje je bilo zgrajeno iz prekatov iz hrastovih debel, napolnjenih z zemljo. Obzidje je dolgo več kot 450 metrov in ima na jezerski strani valobran. Za gradnjo obzidja je bilo uporabljenih 6.000 do 8.000 kubičnih metrov lesa.

## Datiranje
Naselbina Biskupin pripada halštatski dobi C in D (pozna bronasta/starejša železna doba, 800–650 pr. n. št. in 650–475 pr. n. št.). Z radiokarbonskim datiranjem so bili ugovljeni naslednji datumi izgradnje:
- prva naselbina: 720±150 pr. n. št. (Gif 494)
- kasnejša naselbina: 560±150 pr. n. št. (Gif 495)
- obzidje: 620 ±150 pr. n. št. (Gif 492)
- A2 4C, VII: 620±150 pr. n. št. (Gif 493)

Natančnejše datiranje je dala dendrokronološka analiza. Dokazano je, da so bili hrasti, uporabljeni za gradnjo naselbine, posekani med leti 747–722 pr. n. št. Več kot polovica uporabljenega lesa je bila posekana pozimi 748/747 pr. n. št.

## Maketa
Leta 1936 je bila na polotoku postavljena prva maketa v naravni velikosti (muzej na prostem), ki so jo umikajoči Nemci proti koncu druge svetovne vojne namerno uničili. Po vojni so maketo obnovili in dodali obzidje in ulico s hišami na obeh straneh. 
V prvem desetletju 21. stoletja je bil za snemanje filma na delu najdišča zgrajen "srednjeveški" grad iz brun.
- Maketa naselbine
- Pogled na Biskupin z jezerske strani
- Ulica
- Hiši
- Kuhinja
- Prekati obzidja
- Muzej